# ユーリイ・シェイキン
ユーリイ・シェイキン (ラテン文字:Yuri Sheikin, Yuriy Sheykin、ウズベク語: Yuri Sheikin / Юрий шейкин、1963年4月10日 - ) は、ウズベキスタンの元プロサッカー選手である。現役時代のポジションはGK。

## キャリア
ハサノフは5つのクラブを渡り歩いたが、主にトラクトル・タシュケント (9シーズン以上) でプレーした。

## ウズベキスタン代表
ハサノフは1994年に行われたタシュケント・トーナメントにおいてサッカーウズベキスタン代表で初出場を果たした。その後1994年に広島で開催された1994年アジア競技大会のメンバーにも選出されている。 

## 獲得タイトル

### 代表
- アジア競技大会サッカー競技 優勝 (1): 1994

### 個人タイトル
- ウズベキスタン年間最優秀サッカー選手賞  3位: 1994